# Síla vůle (Hvězdná brána)
Síla vůle je 14. epizoda 9. řady sci-fi seriálu Hvězdná brána.

## Děj
Nejvyšší rada Jaffů diskutuje nad návrhem na rozpuštění Rady a svobodných volbách pro novou vládu, když se najednou jeden z příznivců tohoto návrhu obrátí proti němu. Poté, co Ka'lel a Maz'rai, nejsilnější zastánci demokracie, návrh odmítli, Bra'tac a Teal'c se snaží zjistit, proč se tak stalo.
Mezitím je podplukovník Cameron Mitchell v nemocnici na návštěvě starého přítele, majora Bryce Fergusona, který umírá na aneurysma. Mitchell dostal Fergusona do nemocnice akademie letectva s přístupem k technologiím Hvězdné brány. Mitchell říká Dr. Kellyové, že Ferguson by získal jeho místo v projektu F-302, kdyby nebyl zraněn při záchraně Mitchellova života. Toto zranění mu způsobilo aneurysma.
Ve stejné době, je na Dakaře unesen Teal'c. Bra'tac a Dr. Daniel Jackson vyšetřují jeho zmizení a po výslechu U'kin, si Bra'tac uvědomí, že se Maz'rai stal obětí vymývání mozku. Mezitím ve vězení, Teal'c zjistí, že za vymýváním mozků členů Rady stojí Ba'al, aby byl vybrán jako nový vůdce svobodného jaffského národa. Teal'c se brání Ba'alovu vymývání mozku, avšak Goa'uld se jej snaží přesvědčit tím, že jim pomůže proti Oriům.
Na Zemi Ferguson správně vyvodil to, co opravdu Mitchell dělá, na základě informace, kterou získal, když dělal konzultanta pro jednoho z civilních dodavatelů SGC. Dr. Kellyová říká Mitchellovi, že bohužel neexistuje žádný způsob, jak pomoci Fergusonovi. Mitchell žádá generála Landryho o laskavost a podplukovník Samantha Carterová mu dává Galaranské paměťové zařízení, které umožní Fergusonovi prožít některé ze vzpomnek Mitchella z posledních dvou let.
Na Dakaře, Bra'tac informuje Maz'raie o vymývání mozků. Jakmile je Mazrai sám, odstraní svého symbionta se pokusí se o nebezpečný rituál M'al Sharran. Zahanben svým selháním, zemře při rituálu, ale zanechává poznámky, které vedou ke Ka'lel. Ba'al se na své pevnosti pokouší vydírat Teal'ca tím, že mu nedává Tretonin.
Na Zemi, před odchodem k záchraně Teal'ca, se Mitchell omlouvá Fergusonovi za jeho akci, která způsobila jeho zranění, ale jeho kamarád mu říká, že se omlouvat nemusí, protože to byla jeho práce. Mitchell odejde a zanechává svého přítele s paměťovým zařízením.
Mitchell, Carterová a Jackson s několika vojáky z SGC a za pomoci Al'keshe pilotovaného Bra'tacem, jdou zachránit Teal'ca. V Ba'alově pevnosti Teal'c předstírá, že vymývání mozku bylo úspěšné, ale Ba'al mu nevěří a nařídí, aby zabil zajatého Bra'taca. Za chvilku se objeví Mitchell a zastřelí stráže Zat'nik'telem. Teal'c pak zabije Ba'ala (nebo spíše jednoho z jeho klonů), což dokazuje, že nikdy neměl vymytý mozek. Zpět na Dakaře, Jaffská rada hlasuje ve prospěch demokratických voleb.
V šatně v SGC, Teal'c děkuje Mitchellovi za záchranu, ale on říká, že by to udělal pro kohokoliv. Mitchell se pak ptá Teal'ca, jak se ubránil vymývání mozků a Teal'c mu říká "Abyste odolal vlivu ostatních, je nejdůležitější znát sám sebe." Mitchell odpoví, že na tom stále ještě pracuje.